# Boksen op de Pan-Amerikaanse Spelen 2011
Boksen is een van de sporten die beoefend werden tijdens de Pan-Amerikaanse Spelen 2011 in Guadalajara, Mexico. Het toernooi in de Expo Guadalajara Arena begon op vrijdag 21 oktober en eindigde op zaterdag 29 oktober. Aan het evenement, zowel voor mannen als vrouwen, deden 119 boksers uit 24 landen deel. Voor het eerst namen ook vrouwen deel aan het bokstoernooi.

## Medaillewinnaars

### Mannen
| Gewichtsklasse            | Goud                | Zilver               | Brons                 |
| ------------------------- | ------------------- | -------------------- | --------------------- |
| Lichtvlieggewicht – 49 kg | Joselito Velázquez  | Yosbany Veitía       | Jantony Ortiz         |
| Lichtvlieggewicht – 49 kg | Joselito Velázquez  | Yosbany Veitía       | Juan Medina           |
| Vlieggewicht – 52 kg      | Robeisy Ramírez     | Dagoberto Aguero     | Braulio Ávila         |
| Vlieggewicht – 52 kg      | Robeisy Ramírez     | Dagoberto Aguero     | Julião Henriques      |
| Bantamgewicht – 56 kg     | Lázaro Álvarez      | Óscar Valdez         | Ángel Rodríguez       |
| Bantamgewicht – 56 kg     | Lázaro Álvarez      | Óscar Valdez         | Robenílson de Jesus   |
| Lichtgewicht – 60 kg      | Yasnier Toledo      | Robson Conceição     | Ángel Suárez          |
| Lichtgewicht – 60 kg      | Yasnier Toledo      | Robson Conceição     | Ángel Gutiérrez       |
| Halfweltergewicht – 64 kg | Roniel Iglesias     | Valentino Knowles    | Joelvis Hernandes     |
| Halfweltergewicht – 64 kg | Roniel Iglesias     | Valentino Knowles    | Éverton Lopes         |
| Weltergewicht – 69 kg     | Carlos Banteux      | Óscar Molina         | Mian Hussain          |
| Weltergewicht – 69 kg     | Carlos Banteux      | Óscar Molina         | Myke Carvalho         |
| Middengewicht – 75 kg     | Emilio Correa       | Jaime Cortez         | Juan Carlos Rodríguez |
| Middengewicht – 75 kg     | Emilio Correa       | Jaime Cortez         | Brody Blair           |
| Halfzwaargewicht – 81 kg  | Julio César La Cruz | Yamaguchi Florentino | Carlos Góngora        |
| Halfzwaargewicht – 81 kg  | Julio César La Cruz | Yamaguchi Florentino | Armando Pina          |
| Zwaargewicht – 91 kg      | Lenier Pero         | Julio Castillo       | Yamil Peralta         |
| Zwaargewicht – 91 kg      | Lenier Pero         | Julio Castillo       | Anderson Emmanuel     |
| Superzwaargewicht + 91 kg | Ítalo Perea         | Juan Hiracheta       | Isaia Mena            |
| Superzwaargewicht + 91 kg | Ítalo Perea         | Juan Hiracheta       | Gerardo Bisbal        |

### Vrouwen
| Gewichtsklasse            | Goud         | Zilver           | Brons            |
| ------------------------- | ------------ | ---------------- | ---------------- |
| Vlieggewicht – 51 kg      | Mandy Bujold | Ingrit Valencia  | Pamela Benavidez |
| Vlieggewicht – 51 kg      | Mandy Bujold | Ingrit Valencia  | Karlha Magliocco |
| Halfweltergewicht – 60 kg | Kiria Tapia  | Erika Cruz       | Sandra Bizier    |
| Halfweltergewicht – 60 kg | Kiria Tapia  | Erika Cruz       | Adela Peralta    |
| Halfzwaargewicht – 75 kg  | Mary Spencer | Yenebier Guillén | Roseli Feitosa   |
| Halfzwaargewicht – 75 kg  | Mary Spencer | Yenebier Guillén | Alma Ibarra      |

## Medaillespiegel
| Plaats | Land                   | Goud | Zilver | Brons | Totaal |
| 1      | Cuba                   | 8    | 1      | 0     | 9      |
| 2      | Canada                 | 2    | 0      | 3     | 5      |
| 3      | Mexico                 | 1    | 4      | 4     | 9      |
| 4      | Ecuador                | 1    | 2      | 1     | 4      |
| 5      | Puerto Rico            | 1    | 0      | 3     | 4      |
| 6      | Brazilië               | 0    | 2      | 5     | 7      |
| 7      | Dominicaanse Republiek | 0    | 2      | 1     | 3      |
| 8      | Colombia               | 0    | 1      | 1     | 2      |
| 9      | Bahama's               | 0    | 1      | 0     | 1      |
| 10     | Venezuela              | 0    | 0      | 4     | 4      |
| 11     | Argentinië             | 0    | 0      | 3     | 3      |
| 12     | Barbados               | 0    | 0      | 1     | 1      |
| Totaal | Totaal                 | 13   | 13     | 26    | 52     |